# Ligne verte du métro de Washington
La Green Line (GR) est l'une des six lignes du métro de Washington.